# Reprezentacja Nowej Zelandii w rugby union mężczyzn
All Blacks – reprezentacja rugby union, biorąca udział w imieniu Nowej Zelandii w meczach i międzynarodowych turniejach. Jest to najbardziej utytułowana reprezentacja rugby na świecie, wielokrotnie porównywana do piłkarskiej reprezentacji Brazylii. All Blacks zdobywali trzykrotnie puchar świata (1987, 2011 i 2015 – jako pierwsza drużyna na świecie zdołali obronić wywalczony cztery lata wcześniej Puchar Świata) oraz trzynaście razy wygrywali The Rugby Championship.

## Udział w międzynarodowych turniejach
| Udział w Pucharze Świata | Udział w Pucharze Świata | Udział w Pucharze Świata | Udział w Pucharze Świata | Udział w Pucharze Świata | Udział w Pucharze Świata | Udział w Pucharze Świata | Udział w Pucharze Świata | Udział w Pucharze Świata | Udział w Pucharze Świata |
| Rok                      | Kwalifikacje             | Wynik                    | M                        | Z                        | R                        | P                        | +                        | –                        | +/−                      |
| ------------------------ | ------------------------ | ------------------------ | ------------------------ | ------------------------ | ------------------------ | ------------------------ | ------------------------ | ------------------------ | ------------------------ |
| 1987                     | Gospodarz                | Mistrzostwo              | 6                        | 6                        | 0                        | 0                        | 298                      | 52                       | 246                      |
| 1991                     | Awans                    | III miejsce              | 6                        | 5                        | 0                        | 1                        | 143                      | 74                       | 69                       |
| 1995                     | Awans                    | II miejsce               | 6                        | 5                        | 0                        | 1                        | 327                      | 119                      | 208                      |
| 1999                     | Awans                    | IV miejsce               | 6                        | 4                        | 0                        | 2                        | 255                      | 111                      | 144                      |
| 2003                     | Awans                    | III miejsce              | 7                        | 6                        | 0                        | 1                        | 361                      | 101                      | 260                      |
| 2007                     | Awans                    | Ćwierćfinał              | 5                        | 4                        | 0                        | 1                        | 327                      | 55                       | 272                      |
| 2011                     | Gospodarz                | Mistrzostwo              | 7                        | 7                        | 0                        | 0                        | 301                      | 72                       | 229                      |
| 2015                     | Awans                    | Mistrzostwo              | 7                        | 7                        | 0                        | 0                        | 290                      | 97                       | 193                      |
| 2019                     | Awans                    | III miejsce              | 6                        | 5                        | 0                        | 1                        | 250                      | 72                       | 178                      |
| Łącznie                  |                          | 9 startów                | 56                       | 49                       | 0                        | 7                        | 2552                     | 753                      | 1799                     |

| Udział w Rugby Championship | Udział w Rugby Championship | Udział w Rugby Championship | Udział w Rugby Championship | Udział w Rugby Championship | Udział w Rugby Championship | Udział w Rugby Championship | Udział w Rugby Championship | Udział w Rugby Championship |
| Rok                         | Wynik                       | M                           | Z                           | R                           | P                           | +                           | –                           | +/−                         |
| --------------------------- | --------------------------- | --------------------------- | --------------------------- | --------------------------- | --------------------------- | --------------------------- | --------------------------- | --------------------------- |
| 1996                        | Mistrzostwo                 | 4                           | 4                           | 0                           | 0                           | 119                         | 60                          | 59                          |
| 1997                        | Mistrzostwo                 | 4                           | 4                           | 0                           | 0                           | 159                         | 109                         | 50                          |
| 1998                        | III miejsce                 | 4                           | 0                           | 0                           | 4                           | 65                          | 88                          | −23                         |
| 1999                        | Mistrzostwo                 | 4                           | 3                           | 0                           | 1                           | 103                         | 61                          | 42                          |
| 2000                        | II miejsce                  | 4                           | 2                           | 0                           | 2                           | 127                         | 117                         | 10                          |
| 2001                        | II miejsce                  | 4                           | 2                           | 0                           | 2                           | 79                          | 70                          | 9                           |
| 2002                        | Mistrzostwo                 | 4                           | 3                           | 0                           | 1                           | 97                          | 65                          | 32                          |
| 2003                        | Mistrzostwo                 | 4                           | 4                           | 0                           | 0                           | 142                         | 65                          | 77                          |
| 2004                        | III miejsce                 | 4                           | 2                           | 0                           | 2                           | 83                          | 91                          | −8                          |
| 2005                        | Mistrzostwo                 | 4                           | 3                           | 0                           | 1                           | 111                         | 86                          | 25                          |
| 2006                        | Mistrzostwo                 | 6                           | 5                           | 0                           | 1                           | 179                         | 112                         | 67                          |
| 2007                        | Mistrzostwo                 | 4                           | 3                           | 0                           | 1                           | 100                         | 59                          | 41                          |
| 2008                        | Mistrzostwo                 | 6                           | 4                           | 0                           | 2                           | 152                         | 106                         | 46                          |
| 2009                        | II miejsce                  | 6                           | 3                           | 0                           | 3                           | 141                         | 131                         | 10                          |
| 2010                        | Mistrzostwo                 | 6                           | 6                           | 0                           | 0                           | 184                         | 111                         | 73                          |
| 2011                        | II miejsce                  | 4                           | 2                           | 0                           | 2                           | 95                          | 64                          | 31                          |
| 2012                        | Mistrzostwo                 | 6                           | 6                           | 0                           | 0                           | 177                         | 66                          | 111                         |
| 2013                        | Mistrzostwo                 | 6                           | 6                           | 0                           | 0                           | 202                         | 115                         | 87                          |
| 2014                        | Mistrzostwo                 | 6                           | 4                           | 1                           | 1                           | 164                         | 91                          | 73                          |
| 2015                        | II miejsce                  | 3                           | 3                           | 0                           | 0                           | 85                          | 48                          | 37                          |
| 2016                        | Mistrzostwo                 | 6                           | 6                           | 0                           | 0                           | 262                         | 84                          | 178                         |
| 2017                        | Mistrzostwo                 | 6                           | 6                           | 0                           | 0                           | 246                         | 119                         | 127                         |
| 2018                        | Mistrzostwo                 | 6                           | 5                           | 0                           | 1                           | 225                         | 132                         | 93                          |

## Haka

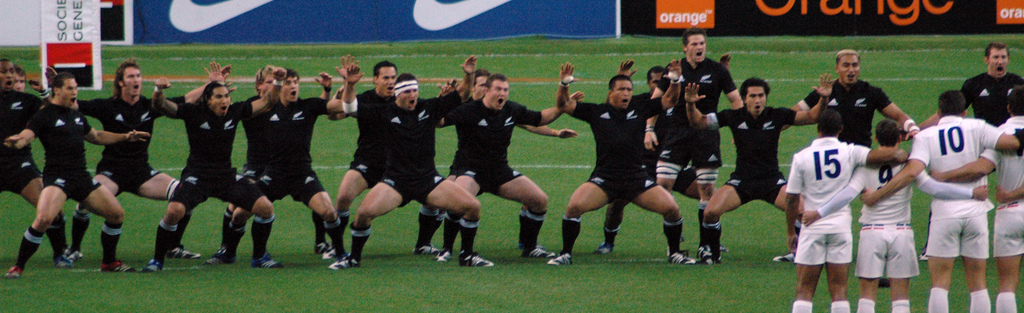
Haka „Ka mate” wykonywana przez zawodników All Blacks podczas spotkania Francja – Nowa Zelandia w październiku 2006

Przed każdym swoim meczem nowozelandzcy rugbyści tańczą hakę peruperu – wojenny taniec Maorysów.

## Mecze All Blacks

Młyn podczas spotkania British and Irish Lions – Nowa Zelandia

Tabela aktualna na dzień 26 października 2015.
| Rywal                   | Liczba gier | Wygrane | Przegrane | Remisy | % wygranych |
| ----------------------- | ----------- | ------- | --------- | ------ | ----------- |
| Argentyna               | 22          | 21      | 0         | 1      | 95,45%      |
| Australia               | 154         | 105     | 42        | 7      | 68,18%      |
| British and Irish Lions | 38          | 29      | 6         | 3      | 76,3%       |
| Kanada                  | 5           | 5       | 0         | 0      | 100%        |
| Anglia                  | 40          | 32      | 7         | 1      | 80%         |
| Fidżi                   | 5           | 5       | 0         | 0      | 100%        |
| Francja                 | 56          | 43      | 12        | 1      | 76,79%      |
| Gruzja                  | 1           | 1       | 0         | 0      | 100%        |
| Irlandia                | 28          | 27      | 0         | 1      | 96,43%      |
| Japonia                 | 3           | 3       | 0         | 0      | 100%        |
| Namibia                 | 1           | 1       | 0         | 0      | 100%        |
| Pacific Islanders       | 1           | 1       | 0         | 0      | 100%        |
| Portugalia              | 1           | 1       | 0         | 0      | 100%        |
| Rumunia                 | 2           | 2       | 0         | 0      | 100%        |
| Samoa                   | 6           | 6       | 0         | 0      | 100%        |
| Szkocja                 | 30          | 28      | 0         | 2      | 93,33%      |
| Południowa Afryka       | 91          | 53      | 35        | 3      | 58,24%      |
| Tonga                   | 4           | 4       | 0         | 0      | 100%        |
| Stany Zjednoczone       | 3           | 3       | 0         | 0      | 100%        |
| Walia                   | 30          | 27      | 3         | 0      | 90%         |
| Włochy                  | 12          | 12      | 0         | 0      | 100%        |
| Najlepsza XV Świata     | 3           | 2       | 1         | 0      | 66,67%      |
| Łącznie                 | 537         | 412     | 106       | 19     | 76,72%      |

## Trenerzy
Rola i tytuł selekcjonera All Blacks pojawiła się oficjalnie pierwszy raz podczas tournée po RPA w 1949. Poniższa tabela przedstawia wszystkich trenerów od tournée z 1949. Stan na: 20 września 2015.
| Imię i Nazwisko | Lata pracy | Liczba gier | Wygrane | Zremisowane | Przegrane | % wygranych |
| --------------- | ---------- | ----------- | ------- | ----------- | --------- | ----------- |
| Alex McDonald   | 1949       | 4           | 0       | 0           | 4         | 0%          |
| Tom Morrison    | 1950       | 12          | 8       | 1           | 3         | 66,7%       |
| Len Clode       | 1951       | 3           | 3       | 0           | 0         | 100%        |
| Arthur Marslin  | 1953–1954  | 5           | 3       | 0           | 2         | 60%         |
| Tom Morrison    | 1955–1956  | 12          | 8       | 1           | 3         | 66,7%       |
| Dick Everest    | 1957       | 2           | 2       | 0           | 0         | 100%        |
| Jack Sullivan   | 1958–1960  | 11          | 6       | 1           | 4         | 54,5%       |
| Neil McPhail    | 1961–1965  | 20          | 16      | 2           | 2         | 80%         |
| Ron Bush        | 1962       | 2           | 2       | 0           | 0         | 100%        |
| Fred Allen      | 1966–1968  | 14          | 14      | 0           | 0         | 100%        |
| Ivan Vodanovich | 1969–1971  | 10          | 4       | 1           | 5         | 40%         |
| Bob Duff        | 1972–1973  | 8           | 6       | 1           | 1         | 75%         |
| John Stewart    | 1974–1976  | 11          | 6       | 1           | 4         | 54,5%       |
| Jack Gleeson    | 1977–1978  | 13          | 10      | 0           | 3         | 76,9%       |
| Eric Watson     | 1979–1980  | 9           | 5       | 0           | 4         | 55,5%       |
| Peter Burke     | 1981–1982  | 11          | 9       | 0           | 2         | 81,8%       |
| Bryce Rope      | 1983–1984  | 12          | 9       | 1           | 2         | 75%         |
| Brian Lochore   | 1985–1987  | 18          | 14      | 1           | 3         | 77,7%       |
| Alex Wyllie     | 1988–1991  | 29          | 25      | 1           | 3         | 86,2%       |
| Laurie Mains    | 1992–1995  | 34          | 23      | 1           | 10        | 67,6%       |
| John Hart       | 1996–1999  | 41          | 31      | 1           | 9         | 75,6%       |
| Wayne Smith     | 2000–2001  | 17          | 12      | 0           | 5         | 70,5%       |
| John Mitchell   | 2002–2003  | 28          | 23      | 1           | 4         | 82,1%       |
| Graham Henry    | 2004–2011  | 103         | 88      | 0           | 15        | 85,4%       |
| Steve Hansen    | 2012–      | 52          | 47      | 2           | 3         | 90.4%       |